# W62 (核弾頭)
W62は、アメリカ合衆国が開発した核弾頭。ローレンス・リバモア国立研究所で開発された熱核弾頭であり、アメリカ空軍のミニットマン III大陸間弾道ミサイルの弾頭として運用されていた。
開発は1964年より開始されている。生産は1970年から開始され、1976年までに1,725発が生産された。MIRV用の弾頭であり、Mk.12再突入体に搭載され、ミニットマン IIIには最大3基が搭載される。サイズは直径19.7インチ、長さ39.3インチ、重量は253ポンド。核出力は170kt。信管は触発および空中爆発が用意されている。
1979年からは一部がW78核弾頭（Mk.12A再突入体）に更新されている。さらに旧式・老朽化、低感度爆薬の不採用、耐火ピットでないことなどの問題もあって、2006年からはLGM-118A ピースキーパーの退役に伴い、余剰となったW87核弾頭（Mk.21再突入体）への更新作業が行われ、2010年に退役が完了した。

## 参考資料
1. ↑  JASON and Replacement Warheads